# Фаго, Никола
Никола Фаго (итал. Nicola Fago), или Франческо Никола Фаго (итал.  Francesco Nicola Fago), по прозванию Тарантинец (итал. il Tarantino; 26 февраля 1677 года, Таранто, Неаполитанское королевство — 18 февраля 1745 года, Неаполь, Неаполитанское королевство) — итальянский композитор.

## Биография
Франческо Никола Фаго родился 26 февраля 1677 года в Таранто, в королевстве Неаполь в семье Катальдо Фаго и Джустины Турси. Начальное музыкальное образование получил в консерватории Санта-Мария-делла-Пьета дей Туркини в Неаполе, где учился с 1693 по 1695 год у Франческо Провенцале. В 1697 году был назначен заменяющим учителем в той же консерватории. В 1705 году получил место примо-маэстро по классу контрапункта и композиции. Это место он занимал до 1740 года.
Наряду с преподавательской деятельностью, в 1709 году был избран капельмейстером Королевской сокровищницы Святого Януария, где трудился до 1731 года. В 1736 году получил место капельмейстера в соборе Сан Джакомо дельи Спагволи. Среди его известных учеников были Никола Сала, Леонардо Лео, Никколо Йоммелли, Джузеппе Де Майо, Микеле Фалько, Пасквале Кафаро, Кармине Джордано и Франческо Фео.
23 ноября 1701 года Никола Фаго женился на Катерине Сперанце Гримальди, сестре знаменитого оперного певица-кастрата Николо Гримальди, по прозванию Кавалер Николино. В этом браке с 1704 по 1720 год родились 11 детей, 5 из которых умерли в младенчестве. Только сын композитора, Лоренцо Фаго, также стал композитором и педагогом в консерватории Санта-Мария-делла-Пьета дей Туркини.
Никола Фаго умер в Неаполе 18 февраля 1745 года. Он был похоронен в церкви Конгрегации Святого Карла. На его отпевании присутствовали многочисленные священнослужители и благотворители.

## Творческое наследие
Творческое наследие композитора включает ряд сценических сочинений, произведения духовной музыки.